# Cainguás
Cainguás is een departement in de Argentijnse provincie Misiones. Het departement (Spaans:  departamento) heeft een oppervlakte van 1.558 km² en telt 47.271 inwoners.

## Plaatsen in departement Cainguás
- Aristóbulo del Valle
- Campo Grande
- Dos de Mayo